# Amai Bouryoku
Amai Bouryoku (яп. 甘い暴力, англ. Sweet Violence) — японський рок-гурт з Токіо, що працює в жанрі visual kei під лейблом CRIMZON. Він є частиною піджанру menhera kei. Активні з 2016 року.

## Історія
Гурт засновано 23 листопада 2016 року, після того, як гітарист Йоші став басистом. Учасники гурту до того працювали разом в інших колективах, зокрема у Kurohime no Muyuubyou та Hakujitsu NO Yume.
Вже у грудні 2016 року гурт дебютував з синглом Uso KISU, і одразу за ним випустив наступний сингл Dekiai SHIT, а у 2017 випустив аж три EP з 4 піснями на кожному.
З 2017 року гурт регулярно виступає в музичних клубах Токіо, Осаки, Нагої та інших міст Японії.
У 2018 Amai Bouryoku випустили ще два EP по чотири треки кожний, а також альбом Sansen You, який складався з 7 пісень.
Далі гурт продовжив випускати EP, поки у 2019 році не випустив повноформатний альбом Taiken-ban з 11 пісень.
Після випуску ще двох EP гурт випустив у 2021 році великий альбом-компіляцію кращих пісень Zenbumoriban на 3-х дисках.
Після цього гурт знову продовжив випускати невеличкі EP, останній з них вийшов у 2024 році.

## Дискографія
- Uso KISU EP (2016-12-01)
- Dekiai SHIT (2016-12-18)
- Kimi, Izon, TATTOO (2017-03-14)
- Namae ga Nai (2017-08-17)
- Shiawasedayo。 Koroshitai。 (2017-09-06)
- Seisoukei Fujun EGO (2017-12-21)
- Like an Edison 2018 HAPPY NEW YEAR MESSAGE DVD (2018-01-01)
- BITCH wa ne, BITCH janai yo。(2018-02-08)
- Yueni, DO S, DO M。(2018-05-13)
- Sansen You (2018-07-14)
- Daijoubanai (2018-08-25)
- Kekkyou Nani Ga Iitaino? (2018-11-17)
- Like an Edison SPECIAL DVD vol.1 (2018-12-31)
- ZEALLINK Happy New Year DVD ~2019~ (2019-01-02)
- Jibun wo Korosu, to Iu-koto (2019-02-02)
- HAJIMEMASHITE (2019-06-17)
- Kami-sama ni itteyaro (2019-09-15)
- Taiken-ban (2019-11-16)
- Doku Iri Kiken, Kiitara Shinu De (2019-11-29)
- THREEMAN LIVE D-A-D is held with DOG inThePWO (DOG inTheパラレルワールドオーケストラ) and D=OUT (ダウト) (2020-01-22)
- Kimi ga Shiawase de Itekureru Koto ga, Watashi no Shiawase ni Tsunagaru wake janai (2020-05-01)
- Ai no jigoku (2020-07-06)
- Shinikata wo Oshiete (2020-10-14)
- Joushi (2021-03-17)
- Zenbumoriban (2021-06-14)
- Akugi (2021-07-24)
- Gekitsuu (2022-03-18)
- Mushuusei (2022-10-04)
- Omocha ni Shite (2023-04-28)
- PRESENTS TOUR Ha・Ren・Chi (破・廉・恥) starts. (2023-05-06)
- Ha・Ren・Chi (破・廉・恥) TOUR FINAL is held. (2023-06-10)
- Ki to Airaku (2023-08-21)[1]

## Склад
- Сакі — вокал
- Ая — гітара
- Йоші — бас-гітара
- Кей — ударні[1][2]